# Moldavie au Concours Eurovision de la chanson 2012
La Moldavie a participé au Concours Eurovision de la chanson 2012 et a sélectionné sa chanson et son artiste par une finale nationale et une sélection par Internet,  organisée par le diffuseur moldave TRM.

## Finale nationale
Le 28 décembre 2011, TRM confirme sa participation au Concours Eurovision de la chanson 2012 à Bakou.
Le 3 janvier 2012, TRM a annoncé plus d'informations sur leur sélection. Les compositeurs et musiciens étrangers et moldaves pouvaient envoyer leur chanson à TRM jusqu'au 16 janvier 2012. Un jury a dû alors choisir un certain nombre de numéros afin d'arriver à la phase des audiences publiques. Les artistes restants chantent alors leur chanson en direct face à un jury qui sélectionne 20 finalistes. Un finaliste est également sélectionné par un vote sur internet, ce qui fait 21 finalistes au total.
Il est annoncé le 16 janvier 2012 que Geta Burlacu, qui a représenté la Moldavie à l'Eurovision 2008, sera en compétition pour représenter la Moldavie à Bakou.
Les noms des finalistes est révélé le 11 février 2012. La finale, quant à elle, a lieu le 11 mars 2012.
| Numéro | Artiste                    | Chanson                | Musique (m) – Paroles (p)                                          | Jury | Télévote | Total | Place |
| ------ | -------------------------- | ---------------------- | ------------------------------------------------------------------ | ---- | -------- | ----- | ----- |
| 1      | Ruslan Taranu              | Blanche                | Ruslan Taranu (m et p)                                             | 0    | 0        | 0     | 14    |
| 2      | Irina Tarasiuc & MC Gootsa | Save a little sunshine | Ralph Siegel (m) - Sohn O’Flynn (p)                                | 0    | 8        | 8     | 6     |
| 3      | Pasha Parfeny              | Lăutar                 | Pavel Parfeni et Alex Brașoveanu (m) - Pavel Parfeni (p)           | 12   | 10       | 22    | 1     |
| 4      | Alexandru Manciu           | If you leave           | Alexandru Manciu (m) - Mihai Teodor (p)                            | 1    | 4        | 5     | 10    |
| 5      | Paralela 47                | Arde                   | Paralela 47 (m) - Alecu Mătrăgună (p)                              | 0    | 0        | 0     | 15    |
| 6      | Ksenya Nikora              | You better rush        | Serghei Bilcenco (m) - Roman Lupu (p)                              | 0    | 0        | 0     | 16    |
| 7      | Leria                      | A ray of sun           | Michalis Antoniou (m) - Alexandru Buşă (p)                         | 0    | 0        | 0     | 17    |
| 8      | Cristina Croitoru          | Fight for love         | Doina Sclifos (m et p)                                             | 4    | 12       | 16    | 2     |
| 9      | Mariana Mihăilă            | Live on forever        | Gorgi (m) - Aidan O Connor (p)                                     | 0    | 2        | 2     | 12    |
| 10     | MC Mike & Human Place      | Moll girl              | Ilie Gorincioi (m) - Ilie Gorincioi (Tadevs) (p)                   | 0    | 0        | 0     | 18    |
| 11     | Nicoleta Gavriliţa         | Crazy little thing     | Nicoleta Gavriliţa et Serghei Bilcenco (m) - Liuba Perciun (p)     | 6    | 0        | 6     | 8     |
| 12     | Geta Burlacu               | Never ever stop        | Valentin Şchirca (m) - Alexandru Aquilar (p)                       | 7    | 0        | 7     | 7     |
| 13     | Adrian Ursu                | Be yourself            | Adrian Ursu (m) - Vica Demici (p)                                  | 2    | 7        | 9     | 5     |
| 14     | Doiniţa Gherman            | Welcome to Moldova     | Vadim Luchin, T.Tregubenco (m) - Doiniţa Gherman, Vadim Luchin (p) | 0    | 1        | 1     | 13    |
| 15     | M Studio                   | Open your eyes         | M Studio (m et p)                                                  | 0    | 0        | 0     | 19    |
| 16     | Anna Gulko                 | Ballad of love         | Anna Gulko (m et p)                                                | 0    | 0        | 0     | 20    |
| 17     | Transbalcanica             | Balkan Riders          | Marcel Stefanet (m) - Ghenadie Cubasov (p)                         | 8    | 6        | 14    | 4     |
| 18     | Dara                       | Open your eyes         | Eugen Doibani (m et p)                                             | 10   | 5        | 15    | 3     |
| 19     | Univox                     | Moody Numbers          | Nicolai Andrus (m) - Renata Platon (p)                             | 5    | 0        | 5     | 11    |
| 20     | Akord                      | Live the show          | Igor Stribiţchi(m) - Vica Demici (p)                               | 3    | 3        | 6     | 9     |
| 21     | INAYA                      | Lights                 | Max Chissaru (m) - Mihai Teodor (p)                                | 0    | 0        | 0     | 21    |

## À l'Eurovision
La Moldavie passe en 17e position, entre l'Autriche et l'Irlande, lors de la première demi-finale du concours le 22 mai et termine à la 5e place de cette demi-finale avec 100 points et, par conséquent, se qualifie pour la finale. Lors de la finale du concours, le 26 mai, la Moldavie passe en 26e et dernière position et termine à la 11e place du concours avec 81 points.

### Points accordés à la Moldavie
| 12 points     | 10 points            | 8 points              | 7 points                       | 6 points                                                        |
| ------------- | -------------------- | --------------------- | ------------------------------ | --------------------------------------------------------------- |
| - Russie      | - Espagne - Roumanie |                       | - Suisse                       | - Autriche - Azerbaïdjan - Danemark - Finlande - Grèce - Israël |
| 5 points      | 4 points             | 3 points              | 2 points                       | 1 point                                                         |
| - Saint-Marin | - Albanie - Italie   | - Chypre - Monténégro | - Hongrie - Irlande - Lettonie |                                                                 |

| 12 points              | 10 points | 8 points                | 7 points                      | 6 points                        |
| ---------------------- | --------- | ----------------------- | ----------------------------- | ------------------------------- |
| - Roumanie             |           | - Saint-Marin - Ukraine | - Danemark - Espagne - Russie | - Portugal                      |
| 5 points               | 4 points  | 3 points                | 2 points                      | 1 point                         |
| - Biélorussie - Israël | - Italie  | - Monténégro            | - Grèce - Hongrie - Suisse    | - Autriche - Slovénie - Croatie |

### Points accordés par la Moldavie
| 12 points | Roumanie    |
| 10 points | Grèce       |
| 8 points  | Suisse      |
| 7 points  | Saint-Marin |
| 6 points  | Russie      |
| 5 points  | Hongrie     |
| 4 points  | Lettonie    |
| 3 points  | Chypre      |
| 2 points  | Islande     |
| 1 point   | Albanie     |

| 12 points | Roumanie    |
| 10 points | Azerbaïdjan |
| 8 points  | Ukraine     |
| 7 points  | Suède       |
| 6 points  | Russie      |
| 5 points  | Italie      |
| 4 points  | Grèce       |
| 3 points  | Serbie      |
| 2 points  | Estonie     |
| 1 point   | Hongrie     |